# Fortuna desperata

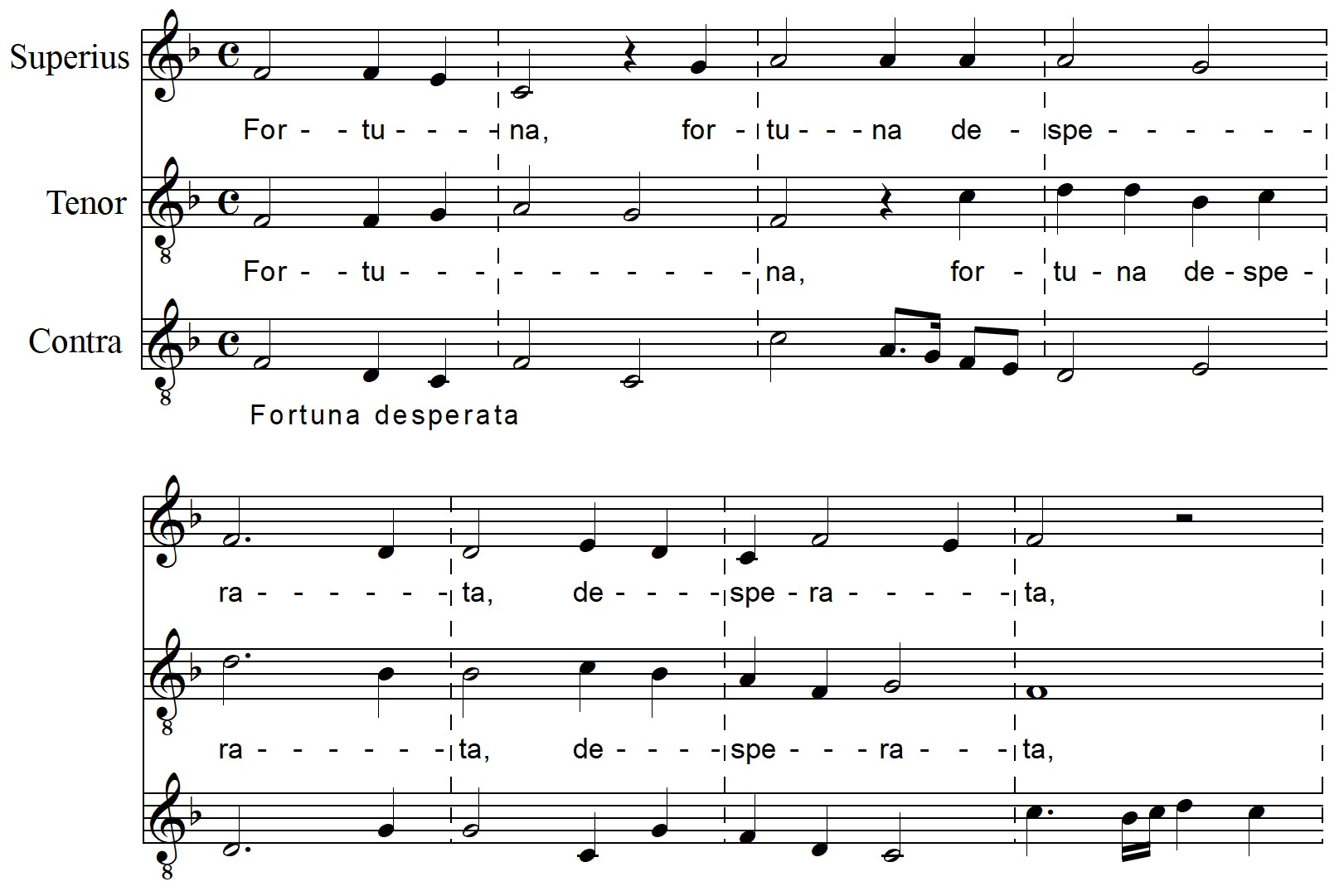
Гипотетический оригинал песни Fortuna desperata (транскрипция, фрагмент)

«Fortuna desperata» (с итал. «несчастная судьба») — старинная итальянская многоголосная песня.

## Краткая характеристика
Текст и музыка написаны неизвестными авторами в 70-х годах XV века, скорее всего, во Флоренции при дворе Медичи. В качестве возможного автора песни в XX веке рассматривался Антуан Бюнуа. В конце XX века авторство Бюнуа было поставлено под сомнение, а в качестве нового кандидата стал рассматриваться малоизвестный флорентийский композитор Феличе ди Джованни (итал. Felice di Giovanni; ум. 1478). Поводом к написанию песни могла послужить безвременная (в возрасте 23 лет) кончина Симонетты Каттанео (жены Марко Веспуччи, близкого к дому Медичи) — героине поэмы Анджело Полициано «Le stanze per la Giostra» («Стансы к турниру», 1478) и модели для знаменитых картин Сандро Боттичелли «Весна» и «Рождение Венеры».
Отдельные голоса Fortuna desperata легли в основу новых композиций XV—XVI веков в различных светских и духовных жанрах (в том числе контрафактур), среди которых мессы, мотеты, французские шансон, немецкие Lieder, лауды, кводлибеты, клавирные и лютневые интабуляции. Наиболее часто источником (cantus prius factus) для новой композиции служил тенор (tenor) или верхний голос (superius) гипотетического оригинала пьесы (см. фрагмент на иллюстрации к этой статье), редко — контратенор (contra).
На материале Fortuna desperata написаны мотеты и многоголосные песни Хенрика Изака (всего 5), Людвига Зенфля (всего 7), Александра Агриколы, Жаке Мантуанского (контрафактура), Матиаса Грейтера, мессы Жоскена Депре и Якоба Обрехта и т. д. — в общей сложности более 40 новых композиций. О большой популярности песни свидетельствует тондо Филиппино Липпи «Мадонна с младенцем» (в Италии известно под названием Il Tondo Corsini, написано около 1482 года), где изображены в том числе поющие по нотам ангелы. Необычайно точно выписанные на свитке ноты представляют собой трёхголосную музыку (без текста) на тематическом материале Fortuna desperata.

## Текст
Стихи написаны ямбом, рифмы в 4-строчной строфе: ABBA. В большинстве композиций на «Fortuna desperata» выписывается только первая строфа или (чаще) её инципит; в одном из источников приводятся также вторая и третья строфы:
| Оригинал                                                                             | Русский перевод                                                                    |
| ------------------------------------------------------------------------------------ | ---------------------------------------------------------------------------------- |
| Fortuna desperata, Iniqua e maledecta, Che di tal dona electa La fama hai denigrata. | О судьба несчастная, злая и проклятая, очернившая доброе имя несравненной госпожи. |